# Eisklettern

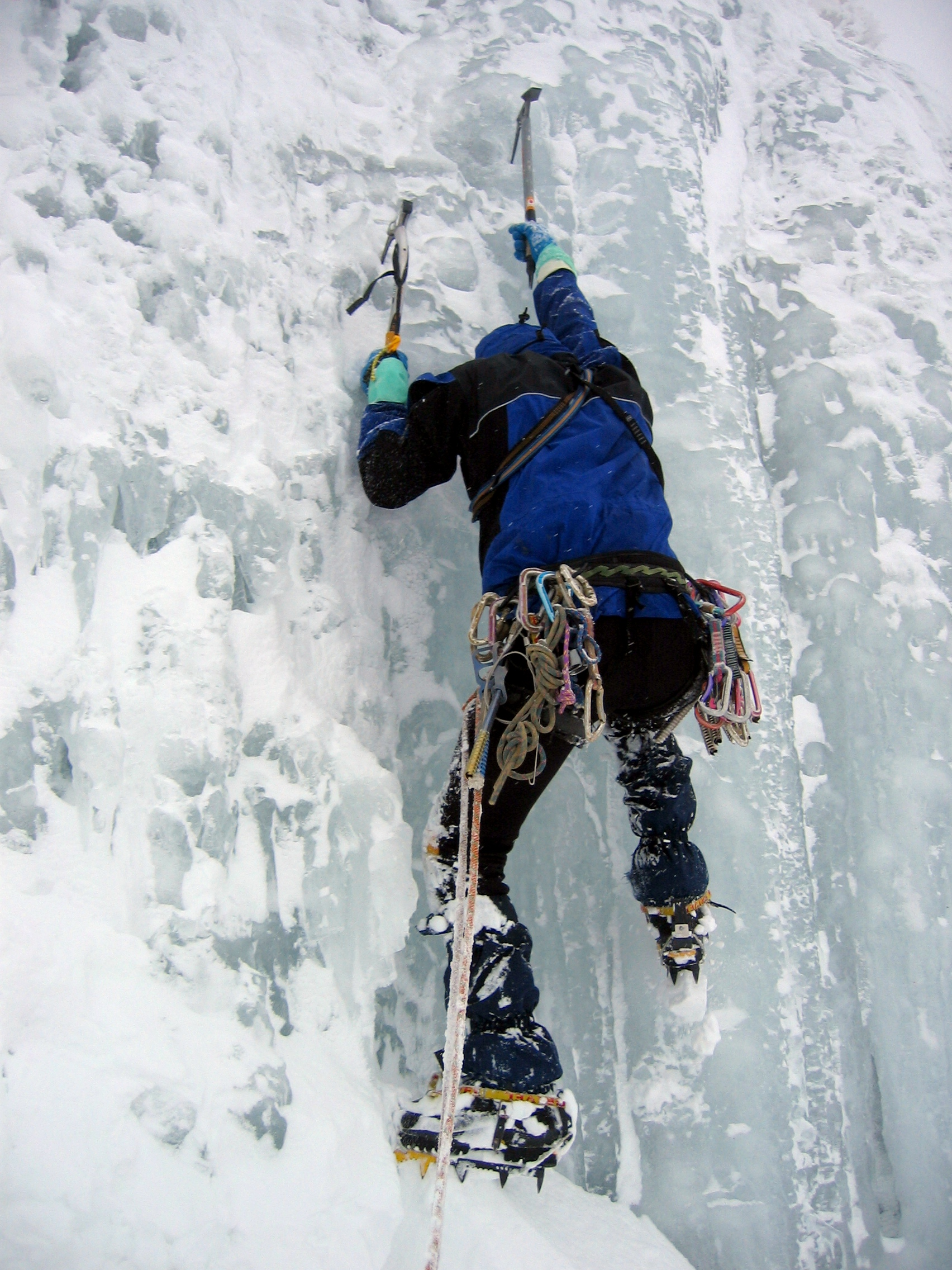
Eisklettern

Eisklettern und Eistouren sind alle Unternehmungen in alpinen Eisregionen. Touren des Eiskletterns führen durch Eiswände, Eisrinnen, schmale Firn- und Eisgrate. Die Absicherung erfolgt ähnlich wie beim Klettern, statt Bohrhaken und mobilen Sicherungsmitteln werden jedoch Eisschrauben verwendet. Zur Fortbewegung im Steileis setzt man Steigeisen, Eispickel und Eisklettergeräte ein.
Bedingt durch den Klimawandel sind eine Reihe von klassischen Eiswänden in den letzten Jahren abgeschmolzen. Auf vielen Eistouren herrscht aufgrund der starken Erwärmung akute Steinschlaggefahr.

## Geschichte
Diese sportlichen Wettkämpfe sind in den späten 1980er Jahren entstanden, als Menschen neue Herausforderungen suchten. In vielen Wintersportregionen Amerikas, Europas und Asiens fand Eisklettern riesigen Zuspruch, sodass sich rasch sportliche Vergleiche entwickelten. Vereine und Verbände wetteiferten regelrecht im Ausrichten von Events, so wurde auch um die Jahrtausendwende das IWC (Iceclimbing World Cup)-Komitee gegründet.
Der Weltcup für diese neue Sportart wird seit dem Winter 1999/2000 ausgetragen, zu dem 5 Wettbewerbe in 5 europäischen Ländern gehören. Der Gewinner wird durch Addition der erreichten Punkte ermittelt. Durch knappe Kassen können die WC-Kämpfe allerdings noch nicht regelmäßig stattfinden; so gab es in der Saison 2003/04 keinen Gesamtwettbewerb.
Im Tiroler Pitztal gab es im Januar 2001 einen Eiskletterbewerb an einem 35 m hohen Eisturm, an dem sich Profisportler aus vielen europäischen Ländern beteiligten. Im Januar 2002 fanden an gleicher Steller die ersten offiziellen Weltmeisterschaften im Eisklettern statt.
2005 gelang es Ines Papert im Eisfestival von Ouray als Gesamtsiegerin hervorzugehen – vor allen Männern. Es gibt nur ein Gesamtranking von Männern und Frauen, nur 3 hatten die gesamte vereiste Schlucht komplett durchstiegen. Papert war die Schnellste.

## Technik

### Ausrüstung, Art des Kletterns

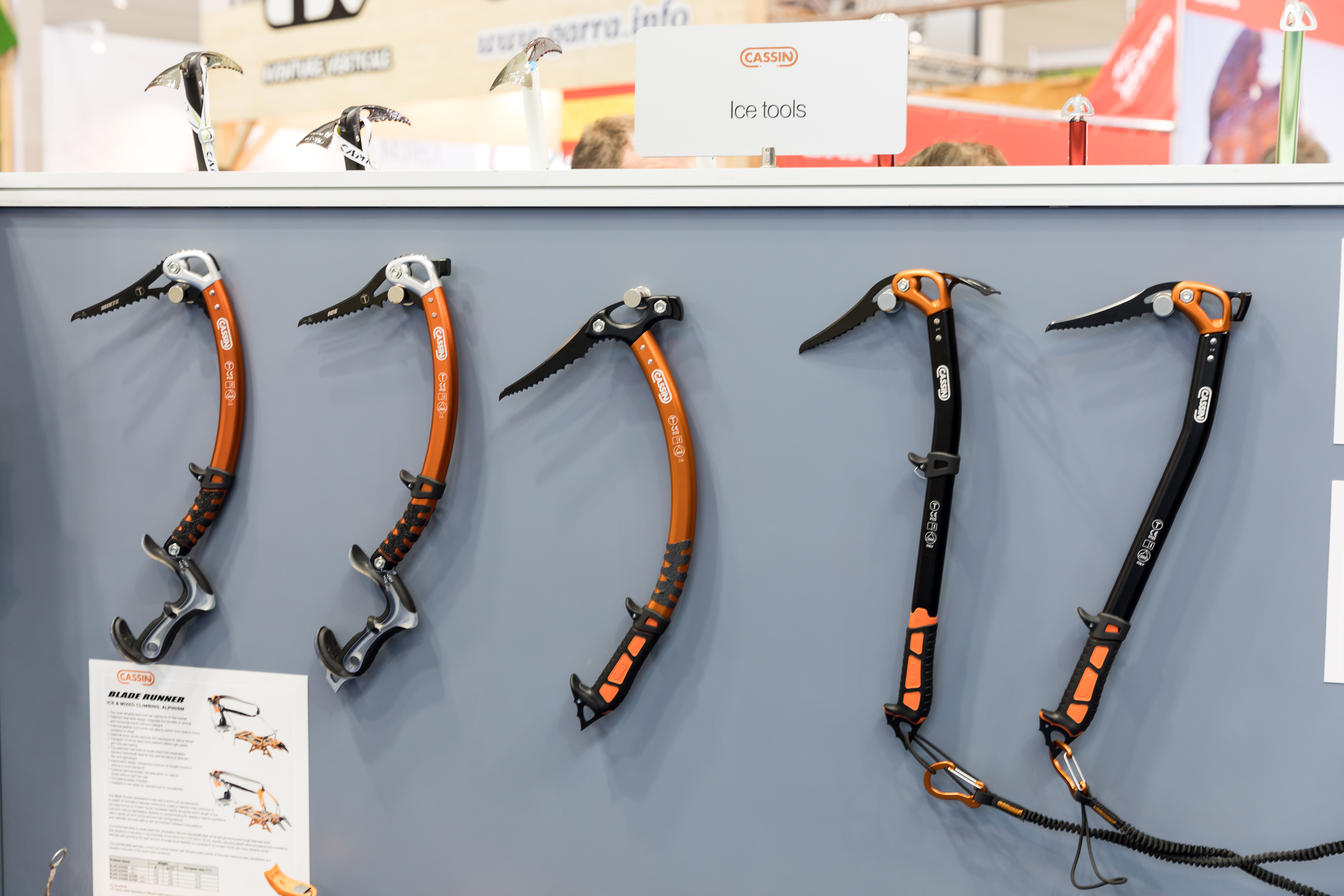
Verschiedene Eisgeräte

Die Kletterer verwenden Steigeisen und Eisgeräte (spezielle Eispickel oder Eisäxte), um im Eis zu klettern. Sie benutzen zwei Eispickel, die ihnen durch das Einschlagen in das Eis sicheren Halt geben. Die modernen Geräte (sog. Halbrohr-Haue) haben ergonomisch geformte Griffe und haften besonders gut bzw. sicher im Eis. Es ist nur der Einsatz handelsüblicher Eisgerätschaften erlaubt. Jugendliche und Frauen sind verpflichtet, die Haue mit Sicherungsschlaufen zu verwenden. Eine Sicherungsleine ist obligatorisch. Spezielles Schuhwerk mit starken Spikes wird getragen (für Amateure sind sogar elektrische Heizelemente in den Schuhsohlen im Handel erhältlich).
Eine Schutzbrille und ein Helm gehören zur Pflichtausrüstung; der Helm schützt auch vor herabfallenden oder herausbrechenden Eissplittern.
Das Eisklettern ist eine Spezialdisziplin des alpinen Kletterns oder Bergsteigens, da hier alle Kenntnisse des alpinen Kletterns notwendig sind. Daher wird auch die gleiche Schutzausrüstung wie beim alpinen (winterlichen) Klettern verwendet.
Zum Durchsteigen einer Eiswand sind Steigeisen, Eispickel, Eisschrauben, Helm und Seil notwendig.
Einen gefrorenen Wasserfall, einen künstlichen Eisberg (durchschnittlich 15 m hoch) oder neuerdings auf Phantasiebauten (z. B. Eistunnel oder eine Art Klöppel) hinauf geht es um den höchsten, schnellsten und sichersten Aufstieg
oder um die Überwindung besonders schwieriger Passagen, die in der Vorbereitung durch farbige Linien markiert wurden. Die Zeit für einen Aufstieg ist je nach Turmhöhe oder Konstruktion begrenzt, z. B. 4–9 Minuten. In das Eis können auch Haken wie beim Bergsteigen gesetzt werden, die jedoch sehr vorsichtig benutzt werden, da sie leicht herausbrechen können.
Zwei Sportler starten nebeneinander und wechseln beim zweiten Mal den Aufstieg, sodass gleiche Bedingungen herrschen; die zwei Aufstiegszeiten (elektronische Zeitnahme) werden addiert.

### Sicherung im Eis
Zum Anbringen von Zwischensicherungen und zum Standplatzbau werden beim Eisklettern Eisschrauben verwendet. Diese haben die anfangs verwendeten Eisnägel abgelöst. Zum Standplatzbau werden im Allgemeinen zwei Eisschrauben mit einer Bandschlinge durch ein Kräftedreieck verbunden, sie können jedoch auch in Reihenverankerung angebracht werden. Es ist extrem wichtig, beim Anbringen der Sicherungen auf die Qualität des Eises zu achten. Eisschrauben möglichst in steilem Eis anbringen, da hier die Gefahr von Luftblasen im Eis massiv kleiner ist und auch praktisch kein „cauliflower-Eis“ vorkommt. Beim Setzen der Eisschraube sollte zudem darauf geachtet werden, in welchem Winkel die Schraube angebracht wird. In den meisten Fällen ist das Eindrehen der Schraube in einem 90°-Winkel zum Eis empfehlenswert. Besteht jedoch eine Ausschmelzgefahr der Schraube, sollte sie in einem 75°-Winkel (so dass die Schraube leicht schräg von oben kommt) gesetzt werden. Es können auch große Sanduhren zum Anbringen von Sicherungen verwendet werden.
Beim Rückzug werden mit Hilfe von Eisschrauben Eissanduhren ins Eis gebohrt und Bandschlingen oder Reepschnüre durchgezogen. An diesen kann sich der Kletterer dann abseilen (Ablassen, ist so jedoch wegen der Durchschmelzgefahr der Schlinge, durch die das Seil laufen müsste, nicht möglich, außer es wird ein Karabinerhaken eingesetzt, der zurückgelassen wird.).
Eine zweite Abseil-Methode ist die sich selbst ausdrehende Eisschraube. Dazu wird die Eisschraube mit einer Reepschnur versehen. Die Reepschnur ist an der Schraubenlasche befestigt, um die Eisschraube gewickelt und mit dem zweiten Ende am Seil befestigt. Beim Abziehen des Seiles wird die Eisschraube durch die Reepschnur herausgedreht und fällt zusammen mit dem Seil nach unten.

## Dry-Tooling
Anfang des 21. Jahrhunderts hat sich als Spezialdisziplin des Eiskletterns das Dry-Tooling entwickelt. Dabei wird mit speziellen Eisgeräten und Steigeisen eine Felswand beklettert. Das Dry-Tooling entstand, da viele Eiskletterer auf der Suche nach herausfordernden Eiszapfen im Zustieg zu diesen Zapfen schwierige Stellen im Fels überwinden mussten.

## Mixed-Klettern
Mixed-Klettern ist die jüngste Form des Eis- bzw. Wasserfallkletterns, bei der mit Eisgeräten und Steigeisen zwischen den Eiskletterpassagen auch Dry-Tooling Passagen überwunden werden müssen. Zum Beispiel werden überhängende Felszonen durchklettert, indem die Eisgeräte auf Felsleisten aufgelegt oder in Rissen verklemmt werden, und auf diese Art ein freihängender Eiszapfen erreicht und dann erklettert wird.
Die Bewertung von Eis- bzw. Mixed Touren erfolgt mit Hilfe spezieller Schwierigkeitsskalen.

## Besonderheiten

### Touristisches Eisklettern
Zu dem leistungssportlichen Wettkampf gibt es unzählige touristische Ice-Climbing-Angebote (rund 13.000 Internetseiten, Stand in den 2010er Jahren), meist geht es hier um den Auf- oder Abstieg an einem gefrorenen Berg, das kann also auch ein Gletscher sein. Zum Einsteigen in diesen Wintersport werden Kurse und Camps beworben.
Dieser Wintertrend hat auch auf der Messe für Bergsteiger Einzug gehalten, z. B. stand in München im Mai 2001 Eisklettern indoor auf der Tagesordnung.
Immer öfter werden die Eistürme in größeren Städten errichtet, weil die Zuschauer- und Medienakzeptanz ist hier besonders groß ist.

### Eistour

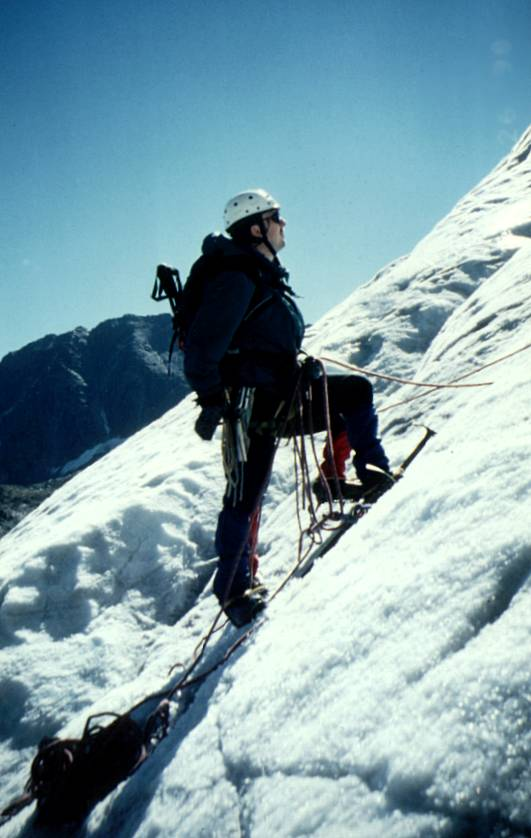
Eistour zum Zuckerhütl

Eine Eistour bezeichnet eine hochalpine Klettertour durch eine Eiswand. Eiswände befinden sich in der Regel an vergletscherten Bergen und haben eine Neigung zwischen 40° und 90°. In seltenen Fällen kann es auch zu Überhängen kommen, z. B. bei freistehenden Eissäulen oder -Zapfen.

### Weitere Veranstaltungsbeispiele
In Berchtesgaden fand ein XXL-Triathlon statt, zu dem die Sportarten Eisklettern, Skitourenrennen und Boarder- bzw. SkierX gehören.
Die österreichischen Wintersportler organisieren Staatsmeisterschaften im Eisklettern mit internationaler Beteiligung. (Die Sieger werden von einigen Journalisten als Eis-ÖSI bezeichnet.) – Am Stubaier Gletscher werden seit den 1990er Jahren Eiskönigtage veranstaltet, bei denen auch ein künstlicher Eisturm professionell erobert wird; der Beste darf den Titel Eiskönig für ein Jahr tragen.
In Südtirol (Rein in Taufers) wird der Italien-Cup mit internationaler Beteiligung ausgerichtet.
In Russland fand dieser Sport ebenfalls rasche Verbreitung, sodass seit 2002 ein offener Russian Cup ausgerichtet wurde.
In Kanada und den USA gibt es Dutzende Veranstaltungen wie:
- in Valdez das Ice Climbing Festival (jährlich seit 1998); an dem gefrorenen Wasserfall des Keystone Canyon ermitteln die Teilnehmer aus vielen Ländern in den Disziplinen Schwierigkeitsprüfung und Schnelligkeit die jeweiligen Sieger. Im Jahr 2001 nahmen 60 Sportler daran teil.[17]
- das Festiglace du Québec bzw. Festiglace de Pont rouge,[18]
- Catskills Ice Fest,[19]
- Canmore Ice Climbing Festival.[20]

In den südamerikanischen Anden (Argentinien, Chile, Peru) gibt es auch sportliche Eisklettervergleiche.

## Rekorde
Das Guinness-Buch 2001 nennt den Italiener Josef Strobl, der in seinem Wohnort den (bis dahin) größten künstlichen Eisberg von 25 m Höhe angelegt hat, der dann bestiegen werden konnte.
Die Weltmeisterschaften des Jahres 2022 veranstaltete der Wintersportklub aus Saas-Fee in einem Parkhaus, hier als Ice Dome bezeichnet.
Im Ort Rabenstein im Passeiertal fanden bereits in den Jahren 2013, 2016 und 2018 Weltcup-Eiskletter-Wettbewerbe statt.